# 중간광고
중간광고(中間廣告, commercial break)는 프로그램 중간에 광고가 삽입된 것으로, 광고 분류의 하나다.

## 대한민국
1974년 3월 이전에는 지상파 방송에서 중간광고가 나왔던 적도 있었으나, 1974년 3월 이후에는 지상파 방송에서 사라졌으며, 2000년에 통합방송 법 시행령 안에 중간광고 허용 규정을 만들자는 움직임이 있었으나 백지화됐다. 2007년 11월 2일 방송위원회 (현 방송통신위원회)가 지상파 방송에 중간광고를 허용하기로 하였다. 현재는 케이블, 위성 및 라디오 방송에서만 중간광고가 나오고 있다. 또한 텔레비전의 지상파 방송 일부 프로그램에서도 프라임 시간대에 분할 광고로 나오고 있다. 그러다가 마침내 2021년 7월 1일 자로 지상파 방송에도 전면 허용되었다. 정부재원인 수신료로만 운영되는 KBS 1TV, EBS 2TV, KTV 국민방송,국회방송은 제외된다. 중간광고는 KBS 2TV(드라마,예능,교양,뉴스), MBC TV(교양 및 뉴스,드라마,예능), 지상파 민영 상업방송사인 SBS TV(드라마, 예능, 오락, 시사교양, 뉴스), EBS 1TV(교육방송,교양,뉴스,어린이 프로그램)등만 시행을 한다.

### 편성
방송 법 시행령 제 59조 2항에 따라 종합 유선방송 전체 광고시간규제 내에서 편성할 수 있다.(1시간 당 평균 10분, 최고 12분, 120분 이상 방송시 15분) 단, 중간광고의 횟수는 45분 이상 60분 미만인 방송 프로그램(중간광고 포함)의 경우에는 1회 이내, 60분 이상 90분 미만인 방송 프로그램의 경우에는 2회 이내, 90분 이상 120분 미만인 방송 프로그램의 경우에는 3회 이내, 120분 이상 150분 미만인 방송 프로그램의 경우에는 4회 이내, 150분 이상 180분 미만인 방송 프로그램의 경우에는 5회 이내, 180분 이상인 방송 프로그램의 경우에는 6회 이내로 하되, 매회 3건 이내로 하고, 매회의 광고시간은 1분 이내로 한다. 다만, 운동경기, 문화·예술행사등 그 중간에 휴식 또는 준비 시간이 있는 방송 프로그램을 송신하는 경우에는 휴식 또는 준비시간에 한하여 중간광고를 할 수 있으며, 이 경우 중간광고의 횟수, 매회 광고건수 및 매회 광고시간에 제한을 두지 않고 있지만, 어린이를 주 시청대상으로 하는 방송 프로그램이나 보도·시사·논평·토론 등 객관성과 공정성이 요구되는 방송 프로그램의 간접 광고는 법률로 금지 되었 다가 2024년 중으로 라디오와 같이 시행 된다.

### 중간광고 허용에 대한 찬반 논쟁
지상파 방송사는 중간광고 규제가 비대칭 차별 규제이며 따라서 매체간 균형적인 발전을 저해한다는 점에서 중간광고 허용을 찬성한다. 현재 케이블, 지상파 DMB, 위성방송, 종합편성채널 등과 달리 지상파 방송의 경우, 중간광고가 2017년부터 조건부 허용되어 있다. 과거에는 지상파 방송이 주요 언론 매체로서 역할하였지만 다매체 개인미디어 시대가 도래하면서 지상파 방송의 입지가 좁아지고 있는 추세이다. 광고 시장에서 온라인이 24.7%를 차지함으로써 21.2%인 TV를 넘어섰다. 서범석 세명대 교수에 따르면, 과거 지상파 3사만 있었을 때에는 방송에 공공성이 요구되었고 전파 자원의 유한성으로 주파수 규제의 필요성을 주장한 수탁이론이 받아들여졌으나 지금처럼 다매체 개인미디어 시대에 수탁이론은 설득력이 없다. 즉, 이미 지상파 방송은 다른 매체와 대등한 위치에 놓여졌기 때문에 광고에 대한 규제 또한 동등하게 적용되어야 한다.
또한 방송사는 중간광고가 재원 마련에 기여한다는 점에서 찬성한다. 지상파 방송사는 수신료를 제외하면 광고수익과 방송컨텐츠 사업에 의존한다. 그러나 침체된 방송광고시장에서 2014년 지상파 방송의 광고 규모는 전년 대비 5.2%, 점유율은 59.6%로 전년 대비 1.5%, 그리고 방송사업 매출은 전년 대비 1.5% 감소하였다. 이러한 상황에서 중간광고가 허용된다면 지상파 방송사의 재원 마련이 더욱 용이해질 수 있다. 중간광고를 통해 확보된 재원으로 방송컨텐츠 제작비를 충당할 수 있으며 방송 제작 시스템을 개선하는데 기여할 수 있다. 따라서 질적, 양적으로 향상된 방송컨텐츠를 방송사는 제작하고 시청자는 볼 수 있게 된다.
광고주는 중간광고가 광고의 기능을 강화한다는 점에서 찬성한다. 기존에 방송 프로그램 전후에 밀집되어 있던 광고가 중간광고의 도입으로 인하여 효율적으로 배분되며 결과적으로 광고의 혼잡도를 낮출 수 있다. 또한 PPL(간접광고)로 인한 시청자들의 피로를 줄일 수 있다. 결과적으로 침체되어있는 방송광고시장을 활성화하여 방송 광고 물량의 적체 현상을 해소하는데 기여한다.
이미 지상파 방송사를 제외한 다른 방송사에서는 중간광고를 도입하였다. 따라서 시청자들의 중간광고에 대한 거부감은 크지 않을 것이기에 학계 및 광고주는 지상파 방송에서의 중간광고 허용에 찬성하고 있다. 또한 중간광고의 유무는 우열 관계가 아니라 시청태도의 차이이다. 오히려 중간광고를 도입함으로써 기존의 단조로운 프로그램 구성을 변화시켜 프로그램 섹션화의 형태로 극적 완성도가 높일 수 있다. 또한 중간광고의 도입으로 프로그램을 놓치지 않고 볼 수 있고 휴식 시간을 가질 수 있어 시청자의 복지 향상 차원에서, 가장 긍정적인 파급 효과가 있다.
일부 시민단체들은 중간광고를 도입하려는 것은 시청자 주권을 침해하는 것이라는 이유를 들어 중간광고 허용을 반대하고 있다. 기존에는 프로그램을 끊기지 않고 볼 수 있으나 중간광고의 도입으로 프로그램을 계속해서 볼 시청자의 권리를 침해받게 된다. 또한, 프로그램을 계속 보기 위해 중간광고를 억지로 보게 된다.
또한 중간 광고의 도입은 시청률 경쟁을 심화시켜 프로그램의 상업화를 유발한다. 그리고 프로그램 중간에 추가되는 광고이기에 상대적으로 몰입도가 높으며 광고료가 높게 책정될 것이다. 따라서 전반적으로 광고 가격 인플레이션이 발생하여 중소기업보다는 대기업이 방송 광고에서 차지하는 비중이 증가할 것이다. 결과적으로 방송에 대한 대기업의 영향력이 강화된다는 우려가 있다.

## 미국 및 일본
미국에서는 시청자들은 30분 분량의 텔레비전 쇼를 보는 도중, 보통 8분 정도의 중간 광고를 본다. 시청자들은 1시간 분량의 쇼를 보는 도중, 보통 16내지 18분 정도의 중간 광고를 본다. 다시 말해, 1시간 분량의 에피소드는 중간 광고를 제외하면 보통 42~44분 정도의 분량이 된다.
일본의 후지TV를 비롯한 닛폰 TV 방송망, TV 아사히 등 5개 민영 상업 방송사의 경우, 방송 시작 전, "이 방송은 다음 스폰서의 제공으로 보내드립니다"(일본어: この番組はごらんのスポンサーの提供でお送りします 코노 방구마와 고란노 스폰사노 테이쿄우데 오오쿠리시마스[*])"라는 음성 멘트를 통해 화면에 적힌 기업 관련 중간 광고가 나올 것을 암시하는 것이므로, 중간광고에 대한 규제가 존재하지 않기 때문에 모든 장르에 중간광고가 일제히 허용되며, 1주일의 방송시간의 18% 내외로 제한되어 있지만, 중간광고의 횟수 및 시점, 길이는 방송사들이 자율적으로 결정하여 시행하고 있다.

## 유럽 연합
유럽 연합은 시간 당 12분 이하로 중간 광고를 규제하고 있다. 다시 말해 시간 상 20% 이하로 규제한다. 프로그램 콘텐츠에 따라 다르지만, 최소 세그먼트 길이도 20~30분 이상이 되도록 규제한다.

## 참고 문헌
1. ↑  '잠시후 2부가 계속됩니다.'나 '1부 끝, 2부 시작' 등의 문구와 함께
2. ↑  KBS 1TV와 EBS 2TV, KTV 국민방송, 국회방송등은 광고가 허용되지 않는다. 광고없이 수신료로 운영 및 공익광고방송만 송출하고 있다. 광고가 없는 이유는 프로그램을 곧바로 시작 및 종료가 되기 때문이다.
3. ↑  '잠시 후 계속됩니다'라는 자막이 뜨면서 KBS 2TV와 MBC TV, SBS TV, EBS 1TV의 채널은 4개만 광고방송(상업광고방송)을 내보내게 되었다.
4. ↑  [지상파방송 중간광고 허용범위 확대방안 마련을 위한 공청회. (2007). 방송위원회.]
5. 1 2  [방송광고 총량제 중간광고 이제는 도입돼야. Voice Of Korea Advertiser, 20-25. 한국광고주협회. Retrieved from http://www.kaa.or.kr/k/mag/2013/09_10/kaa0910_04.pdf 보관됨 2014-12-31 - 웨이백 머신]
6. ↑  [2014년 방송산업 실태조사 보고서. (2014, November 1). 방송통신위원회.]
7. ↑  시민사회 배제…시청자 주권 훼손 철회 목소리
8. ↑  “'TV 중간광고' 꼭 해야하나”. 2007년 11월 4일에 원본 문서에서 보존된 문서. 2007년 11월 7일에 확인함.